# Alma (Izrael)
Alma (hebr. עלמה; oficjalna pisownia w ang. Alma) – moszaw położony w Samorządzie Regionu Merom ha-Galil, w Dystrykcie Północnym, w Izraelu.

## Położenie
Leży w północnej części Górnej Galilei, w odległości około 4 kilometrów na południe od granicy z Libanem.

## Historia
Pierwotnie w rejonie tym znajdowała się arabska wioska Alma. Podczas wojny domowej w Mandacie Palestyny w rejonie wioski stacjonowały siły Arabskiej Armii Wyzwoleńczej. Podczas I wojny izraelsko-arabskiej w październiku 1948 Izraelczycy przeprowadzili operację Hiram. W dniu 30 października Alma została zajęta przez izraelskich żołnierzy. Następnie wioska została wysiedlona, a wszystkie domy wyburzono.
Współczesny moszaw został założony w 1949 przez imigrantów z Libii.

## Gospodarka
Gospodarka moszawu opiera się na sadownictwie.